# Diplotaxodon
Diplotaxodon is een geslacht van straalvinnige vissen uit de familie van de cichliden (Cichlidae).

## Soorten
- Diplotaxodon aeneus Turner & Stauffer, 1998
- Diplotaxodon apogon Turner & Stauffer, 1998
- Diplotaxodon argenteus Trewavas, 1935
- Diplotaxodon ecclesi Burgess & Axelrod, 1973
- Diplotaxodon greenwoodi Stauffer & McKaye, 1986
- Diplotaxodon limnothrissa Turner, 1994
- Diplotaxodon macrops Turner & Stauffer, 1998